# Kováčová, Zvolen
Kováčová este o comună slovacă, aflată în districtul Zvolen din regiunea Banská Bystrica. Localitatea se află la altitudinea de 306 m deasupra n.m., se întinde pe o suprafață de 7,15 km2 și în 2017 număra 1.552 de locuitori.

## Istoric
Localitatea Kováčová este atestată documentar din 1254.

## Demografie
| An:                | 1994 | 2004   | 2014   | 2024    |
| ------------------ | ---- | ------ | ------ | ------- |
| Număr de persoane: | 1381 | 1439   | 1488   | 1695    |
| Diferență:         |      | +4,19% | +3,40% | +13,91% |

| An:                | 2023 | 2024   |
| ------------------ | ---- | ------ |
| Număr de persoane: | 1648 | 1695   |
| Diferență:         |      | +2,85% |